# 鳴門海峡 (三橋美智也の曲)
「鳴門海峡」（なるとかいきょう）は、1969年12月にリリースされた三橋美智也のシングル。

## 解説
1970年2月1日のNHK「歌の祭典」でも歌われ、1967年の「東京の鳩」以来のヒット曲となった。

## 収録曲
1. 鳴門海峡
  - 作詞:木下龍太郎／作曲:猪俣公章／編曲:高田弘
2. 大阿蘇慕情
  - 作詞:藤間哲郎／作曲・編曲:白石十四男